# Tarm
Tarm es una localidad situada en el municipio de Ringkøbing-Skjern, en la región de Jutlandia Central (Dinamarca). Tiene una población estimada, a principios de 2022, de 4010 habitantes.
Está ubicada al oeste de la península de Jutlandia, junto a la laguna costera de Nissum Bredning y la costa del mar Báltico.